# Да Круз, Кайо
Кайо Да Круз Оливейра Куэйроз (порт. Caio Da Cruz Oliveira Queiroz; род. 13 марта 2002, Серра, Бразилия) — бразильский футболист, нападающий клуба «Горица».

## Карьера
Играл в молодёжных командах «Порту-Витория» и «Васко да Гама». В феврале 2021 года перешёл в хорватскую «Горицу», где был заявлен за молодёжную команду. Отправлялся в аренду в клуб «Куриловец».
В июле 2021 года стал игроком основной команды «Горицы». Дебютировал в ХНЛ 4 декабря 2021 года в матче с «Осиеком». Забил дебютный мяч в игре с «Шибеником».